# بیل هریس (شناگر)
بیل هریس (به انگلیسی: Bill Harris) (زادهٔ ۲۶ اکتبر ۱۸۹۷) شناگر اهل ایالات متحده آمریکا است.